# Гриншкун, Вадим Валерьевич
Вадим Валерьевич Гриншкун (род. 1969) — российский педагог и учёный, академик Российской академии образования, доктор педагогических наук, профессор, лауреат премии Правительства Российской Федерации в области образования (2023), почётный работник образования, почётный работник высшего профессионального образования Российской Федерации, ветеран труда.

## Биография
Окончил с отличием механико-математический факультет Новосибирского государственного университета по специальности «Механика, прикладная математика». Кандидатская диссертация на тему «Организация компьютеризированного обучения на базе иерархических структур данных» защищена в 1996 году. Докторская диссертация на тему «Развитие интегративных подходов к созданию средств информатизации образования» защищена в 2004 году.
В 2017 году присвоено почётное звание "Профессор Российской академии образования", в 2023 году Российской академией образования присвоено звание "Почётный работник образования".
В 2019 году избран членом-корреспондентом, в 2021 году — академиком Российской академии образования.
В 2023 году присуждена премия Правительства Российской Федерации в области образования за комплексную научно-практическую разработку "Педагогическая система профессиональной переподготовки и повышения квалификации учителей к работе в условиях информатизации общего и дополнительного образования детей".
Научный руководитель лаборатории развития цифровой образовательной среды Российской академии образования. Руководитель сетевой инновационной площадки РАО «Научно-методические основы создания и использования интерактивных цифровых образовательных ресурсов для обучения математике на уровне основного общего образования»
Профессор департамента информатизации образования института цифрового образования Московского городского педагогического университета.
Профессор факультета педагогического образования Московского государственного университета имени М.В. Ломоносова. Руководитель программы магистратуры «Управление образованием» в Университете МГУ-ППИ (г. Шэньчжэнь, КНР)          
Профессор кафедры информационных технологий в непрерывном образовании Российского университета дружбы народов.
Работал инженером НИИ Информатики и вычислительной техники АПН СССР (г. Новосибирск), научным сотрудником Института программных средств обучения РАО (г. Новосибирск), директором Центра телекоммуникаций Финансовой академии при Правительстве РФ (г. Москва), ведущим научным сотрудником Института содержания и методов обучения РАО (г. Москва), научным руководителем лаборатории развития цифровой образовательной среды Российской академии образования, заведующим кафедрой информатизации образования, деканом математического факультета, проректором по программам развития и международной деятельности Московского городского педагогического университета.
Эксперт-консультант Международного экспертного консультативного Комитета по определению Глобального индекса развития цифрового образования (Global Digital Education Development Index (GDEI)) 
Член федерального научно-методического совета по формированию контрольно-измерительных материалов Единого государственного экзамена по информатике.
Член учёного совета МГПУ, учёного и научно-методического советов института цифрового образования МГПУ.
Член управляющего совета Школы №1252 им. Сервантеса (Москва).
Член Технического комитета по стандартизации N 461 «Информационно-коммуникационные технологии в образовании (ИКТО)». Министерства науки и высшего образования Российской Федерации и Федерального агентства по техническому регулированию и метрологии.
Главный редактор научного журнала «Вестник Российского университета дружбы народов. Серия: «Информатизация образования».
Член редколлегии журналов «Информатика и образование», «Вестник МГПУ. Серия «Информатика и информатизация образования», «Вестник МГПУ. Серия «Современный колледж», «Continuum. Математика. Информатика. Образование», «Вестник Казахского национального педагогического университета. Серия «Физико-математические науки», «Известия Казахско-турецкого университета им. Х.А. Ясави. Серия математика, физика, информатика», «American Journal of Pedagogy and Education» (Yelm, WA, USA), «Scottish Educational Review» (UK).
Действительный член Российской академии информатизации образования, лауреат конкурса Правительства Москвы «Грант Москвы» в области наук и технологий в сфере образования.
Награждён медалью имени В.В. Давыдова Российской академии образования, почётными грамотами, знаками и благодарностями Министерства образования и науки Российской Федерации, Российской академии образования, министерств образования Республики Марий Эл и Ростовской области, Курского государственного университета, Московского городского педагогического университета, Российского университета дружбы народов.
Принимал участие в 69 научно-исследовательских проектах Европейской Комиссии, Национального фонда подготовки кадров, Российского фонда фундаментальных исследований, Российской академии образования, Департамента образования и науки г. Москвы, министерств образования РФ и стран СНГ, в том числе в разработке федеральных концепций образовательных электронных изданий и цифровой образовательной среды Российской Федерации.
Участвовал в работе более 220 всесоюзных, всероссийских и международных конференций. Заместитель председателя Программного комитета Международной научной конференции «Информатизация непрерывного образования», член Программного комитета ежегодной Международной научной конференции «Инфо-Стратегия».

## Научная деятельность
Интересы В. В. Гриншкуна в науке — информатизация, формирование цифровой образовательной среды, компьютерная техника, информационные технологии и телекоммуникации в образовании, подготовка педагогических кадров, методика обучения информатике.
Под руководством В. В. Гриншкуна защищены 2 докторские диссертации, 21 кандидатская диссертация, 19 диссертаций доктора философии PhD.
Вошёл в список 100 самых цитируемых педагогов России по версии журнала «Вестник Института образования человека», составленный на основании РИНЦ.
Является автором более 580 научных и учебно-методических работ, опубликованных в российских и иностранных журналах и издательствах, в том числе 40 монографий, 7 учебников и 66 учебно-методических пособий. Имеет 7 авторских свидетельств на разработанные базы данных.
Учебник «Информатика и ИКТ. 8 класс» включён в Федеральный перечень учебников, допущенных Министерством образования и науки Российской Федерации к использованию в образовательном процессе.